# Prospodium perornatum
Prospodium perornatum är en svampart som beskrevs av Syd. 1936. Prospodium perornatum ingår i släktet Prospodium och familjen Uropyxidaceae.   Inga underarter finns listade i Catalogue of Life.